# Il était une fois la télé
Pour plus de détails, voir Fiche technique et Distribution.
Il était une fois la télé est un film français documentaire réalisé par Marie-Claude Treilhou, sorti en 1985.

## Synopsis
Dans le village de Labastide-en-Val dans le département de l'Aude, les habitants sont interrogés sur ce que représente pour eux la télévision.

## Fiche technique
- Titre : Il était une fois la télé
- Réalisation et scénario : Marie-Claude Treilhou
- Photographie : Lionel Legros, Michel Sourious
- Montage : Khadicha Bariha, Hamida Mekki
- Production : Antenne 2, Bibliothèque publique d'information et Périphérie Production
- Production déléguée : Claudine Bories
- Pays d'origine :  France
- Format : Couleur
- Format de production : 8 mm
- Genre : documentaire
- Durée : 59 minutes
- Distributeur : Dopa films
- Date de sortie : 1985 (France)